# Suzy Parkerová
Cecilia Ann Renee Parkerová (28. října 1932 – 3. května 2003) byla americká modelka a herečka.

## Život

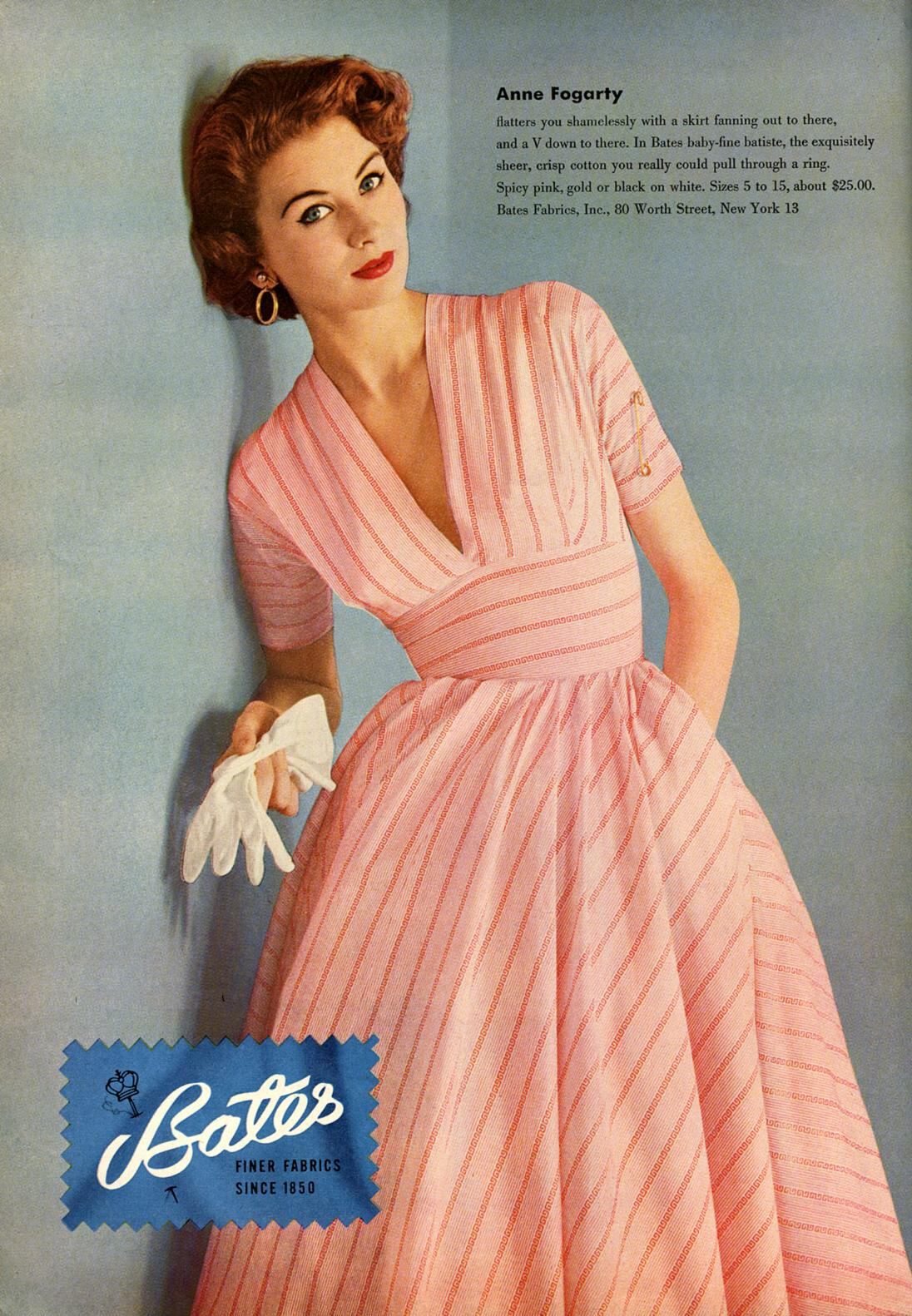
Suzy Parkerová s šaty od módní návrhářky Anne Fogartyové.

Narodila se 28. října 1932 na Long Islandu v New Yorku jako nejmladší dcera George Parkera a Elizabeth Parkerové. Měla tři starší sestry; Dorian, Florian a Georgiabell. Její otec však jméno Cecilia neměl rád, a proto ji již od dětství nazýval „Susie“, ze kterého se nakonec stalo její umělecké jméno a ponechala si jej po celý život. S rodinou se brzy přestěhovala do Highland Parku v New Jersey a nakonec až na Floridu, kde si našla práci jako modelka pro agenturu Walter Thornton. 
Její nejstarší sestra Dorian se stala modelkou již dávno před ní a u společnosti Conover Modeling Agency se dopracovala až ke statusu supermodelky, čímž se zařadila mezi první skupinu topmodelek, do které patřily například Lisa Fonssagrives, Barbara Goalenová či Bettina Graziani. Byla to také Dorian, která Suzy již v 15 letech pomohla dostat se do agentury Ford Modeling Agency. Vedení navrhla, že bude pracovat pro ně, pokud přijmou i její sestru. Vedení agentury čekalo další hubenou, vybledlou a černovlasou dívku, ale pihovatá Suzy se zrzavými vlasy je mile překvapila.
Jako modelka se v roce 1947 poprvé objevila na fotografii v časopisu Life a brzy začala spolupracovat s módním fotografem Richardem Avedonem. Spřátelila se i se samotnou Coco Chanel, která pro ni také navrhla několik oděvů. Svou sestru úspěchem brzy překonala a později se stala i první modelkou, která vydělávala celých 200 dolarů za hodinu a 100 000 $ ročně. Přesto však v roce 1955 dlužila za daně z příjmu z předchozích let a za s nimi souvisejícími pokuty přes 60 000 dolarů. Vedoucí agentury Ford Modeling Agency Gerard W. Ford jí však se splátkami pomohl a hned poté jí našel i další práci. Brzy se opět ocitla na obálkách až 70 časopisů po celém světě, včetně Vogue, Life, Look, Paris Match a mnoha dalších.
V roce 1957 také debutovala jako herečka ve filmu Dejte jim za mě pusu (1957), kde se objevila v hlavní roli po boku Caryho Granta. Téhož roku se objevila i v miniroli ve filmu Usměvavá tvář (1957) s Audrey Hepburnovou a Fredem Astairem a během následujících devíti let se objevila v dalších šesti filmech. Během natáčení válečného dramatu A Circle Of Deception (1960) se talé seznámila se svým pozdějším třetím manželem; hercem Bradfordem Dillmanem, se kterým ve filmu ztvárnila hlavní role.
Kromě filmu si také zahrála v několika seriálech a účinkovala i v několika televizních show. Jejím posledním filmovým počinem se stala epizoda v seriálu Night Gallery (1970).

### Osobní život

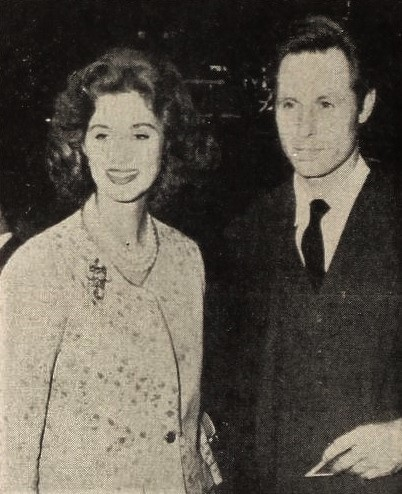
Suzy Parkerová se svým druhým manželem Pierrem de la Sallem.

V roce 1950 se poprvé vdala za Ronalda Statona, se kterým se znala již ze střední školy a po svatbě se i s ním vrátila zpět za svými rodiči na Floridu. Odtud se však brzy přestěhovali do Pensylvánie, do pronajatého domu poblíž její sestry Dorian. Zatímco její manžel začal studovat na Pensylvánské univerzitě, Suzy se už dávno živila modelingem nejen ve Spojených státech. Se svým druhým manželem, novinářem Pierrem de la Salle, se setkala 12. července 1925 na večírku módního návrháře Jacquese Fatha ve Francii. Při návratu z turné požádala o rozvod, ale Staton s ním nechtěl souhlasit, pokud by nedošlo k velkému peněžnímu vyrovnání, jeho plastické operaci nosu a lekcím herectví. Suzy nakonec souhlasila a v roce 1953 se oficiálně rozvedli. Staton později zemřel při automobilové nehodě.
Suzy se s Pierrem i přes jeho nevěry tajně vzala v asi roce 1958 a platila ze něj i jeho životní náklady. Téhož roku byla také po srážce auta s vlakem, při které zemřel její otec, hospitalizována s několika zlomeninami. I přes její falešné jméno, se kterým byla hospitalizována na ně tisk přišel a díky svému divokému manželství i smrti svého otce se musela začít psychicky léčit. Jakmile se ze svých zranění zotavila, otěhotněla a její manžel ji opustil. V prosinci 1959 porodila své první dítě – dceru Georgiu Belle Florian Coco Chanel de la Sallovou, jejíž kmotrou byla právě Suzyina přítelkyně Coco Chanel. Svou dceru také pojmenovala po svým sestrách kromě Dorian, se kterou se již mnoho let hádala kvůli jejímu životnímu stylu i zanedbávání svých dětí. I ze své dcery se později v roce 1977 pokusila udělat modelku, ale v 17 letech během studia na vysoké škole modelovala jen párkrát.
Se svým třetím manželem se Suzy setkala v roce 1960 během natáčení filmu A Circle Of Deception. Suzy však byla stále vdaná za Pierra de la Salleho a po několika letech odloučení se nechala rozvést. V roce 1963 se za herce a spisovatele Bradforda Dillmana provdala na lodi. O rok později však utrpěla při autonehodě další zranění a po uzdravení se své kariéry vzdala a stala se ženou v domácnosti. Stejně jako její sestra Dorian se stala vynikající kuchařkou. S Dilmanem se jí narodily další tři děti; dcera Dinah a synové Charlie a Christopher. Nejprve žili na předměstí Los Angeles, dokud její dceru neuštknul chřestýš a málem zemřela. Poté se přestěhovali do města Montecito poblíž Santa Barbary v Kalifornii.
Několik autonehod a spousta alergií se však na Suzyině zdraví podstatně podepsaly a když se u ní v 90. letech objevily i vředy, podstoupila operaci, při níž však málem zemřela, ale lékařům se jí nakonec podařilo resuscitovat. Z nešťastné operace se už nikdy pořádně nevzpamatovala a vředy se jí vrátily. Několik let před smrtí se u ní objevila cukrovka a po několika operacích kyčle jí začaly selhávat i ledviny. Po několika letech v nemocnici se rozhodla ukončit léčbu a vrátit se domů, kde obklopena svou rodinou 3. května 2003 zemřela. Bylo jí 70 let.

## Filmografie

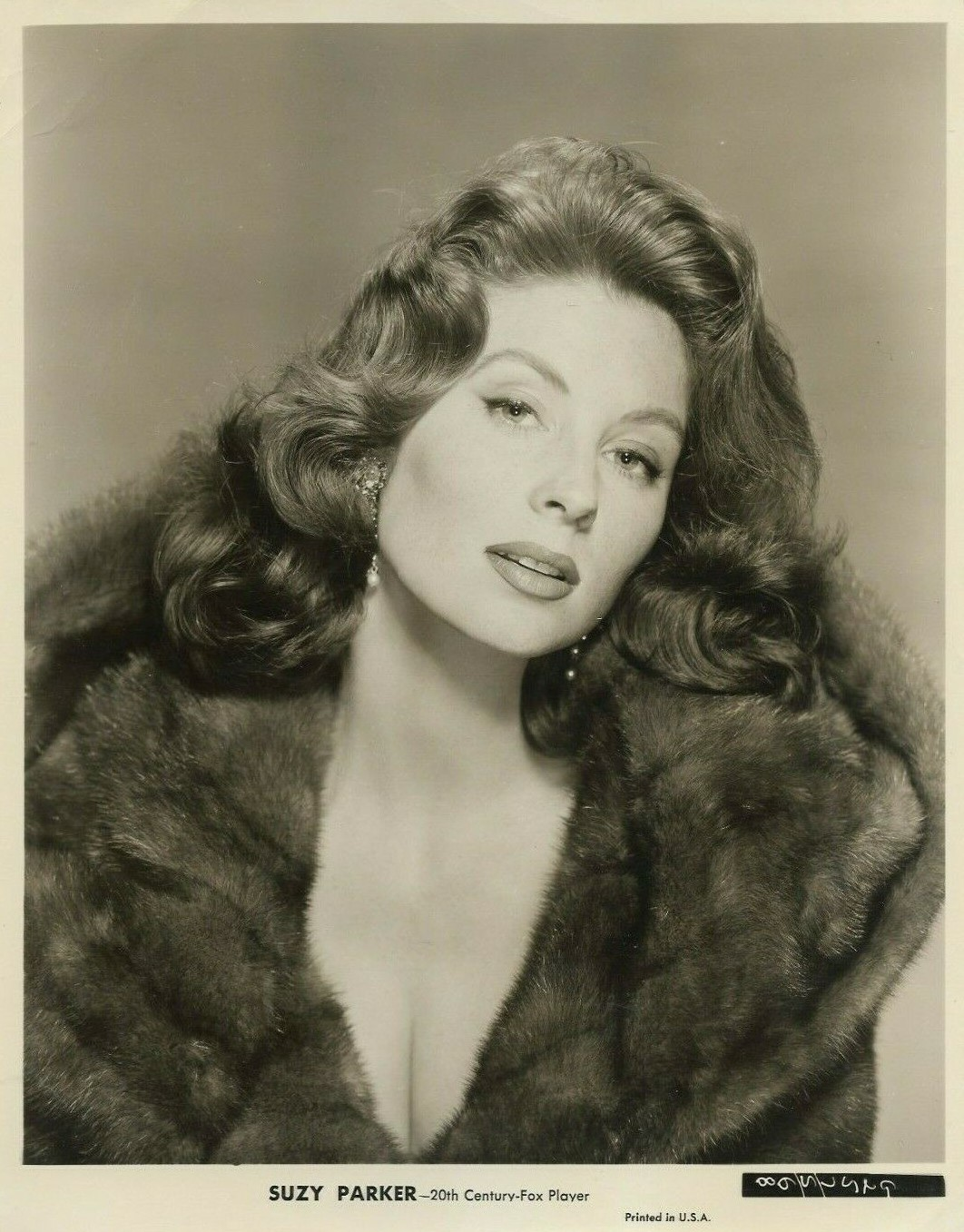
Suzy Parkerová na propagační fotografii filmového studia 20th Century Fox (1957)

### Filmy
- 1957 Usměvavá tvář (režie Stanley Donen)
- 1957 Dejte jim za mě pusu (režie Stanley Donen)
- 1958 Ten North Frederick (režie Philip Dunne)
- 1959 The Best of Everything (režie Jean Negulesco)
- 1960 A Circle Of Deception (režie Jack Lee)
- 1962 The Interns (režie David Swift)
- 1964 Let z Ašije (režie Michael Anderson)
- 1966 Chamber of Horrors (režie Hy Averback)

### TV seriály
- 1957 Producers' Showcase (1 epizoda, režie Anatole Litvak)
- 1957 Playhouse 90 (1 epizoda, režie Ralph Levy)
- 1963 Burke's Law (2 epizody, režie Don Taylor)
- 1964 The Twilight Zone (1 epizoda, režie Rod Serling)
- 1964 Dr. Kildare (1 epizoda, režie James Goldstone)
- 1964 The Rogues (1 epizoda, režie Richard Kinon)
- 1965 Vacation Playhouse (1 epizoda, režie Vincent Sherman)
- 1966 Tarzan (1 epizoda, režie Paul Stanley)
- 1967 Bob Hope Presents the Chrysler Theatre (1 epizoda, režie Gordon Hessler)
- 1968 It Takes a Thief (1 epizoda, režie Don Weis)
- 1970 Night Gallery (1 epizoda, režie Rod Serling)